# Frampton Cotterell
Frampton Cotterell è una cittadina del Gloucestershire, in Inghilterra. Il paese si è evoluto da villaggio rurale ad un villaggio dormitorio (commuter town) di Bristol. La popolazione al censimento del 2001 era di circa 6 800 abitanti in costante crescita.

## Geografia fisica

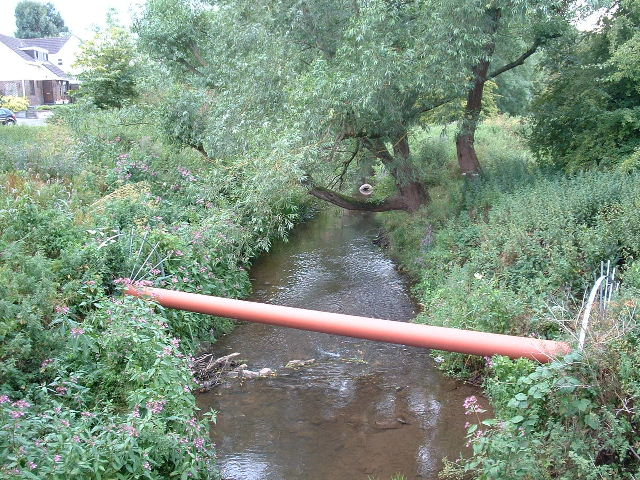
River Frome - il fiume che attraversa l'abitato

### Territorio
Frampton Cotterell è situata a 4,8 km (3 mi) dalla città di Yate ed a 11,2 km (7 mi) dalla città di Bristol, trovandosi nella sua area metropolitana. Insieme ai villaggi di Winterbourne e di Coalpit Heath, forma un insediamento con una popolazione collettiva di circa 17 500 abitanti.

## Storia

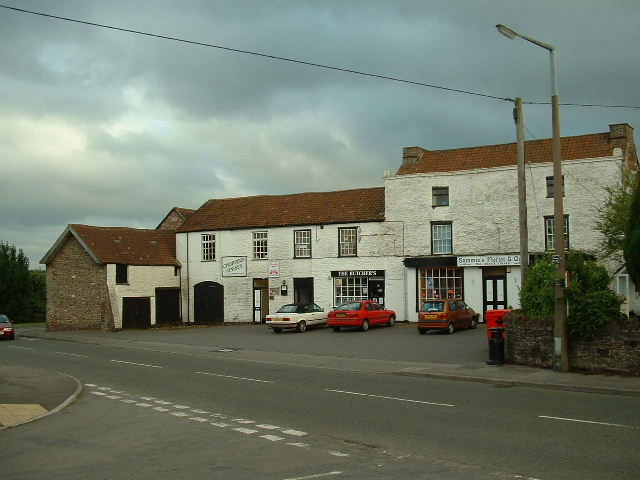
Dullage - probabile sito di un insediamento romano nel villaggio

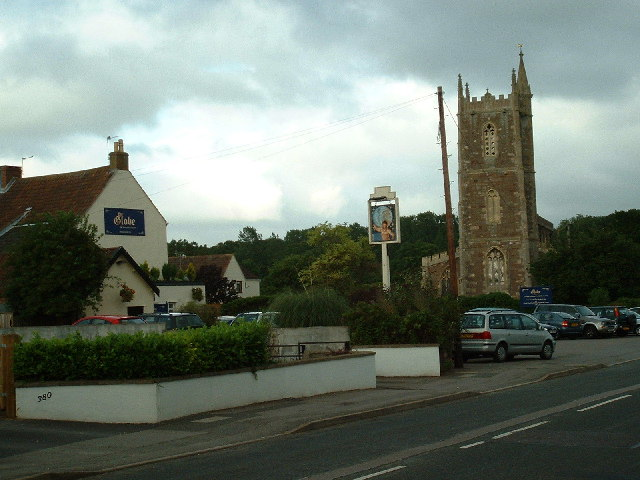
Saint Peter Curch - la chiesa di Frampton Cotterell

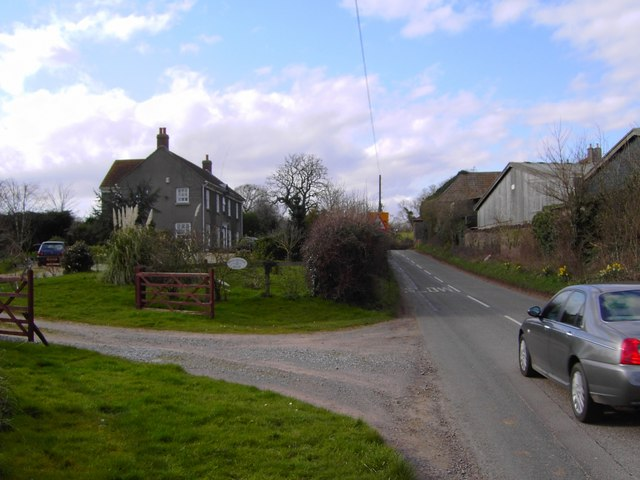
Center Frampton Cotterell - edifici residenziali circondati dai campi

### L'epoca romana
Il lavoro archeologico nella zona di Frampton Cotterell è stato limitato così la conoscenza del territorio prima degli anglosassoni è molto vaga. Gli storici locali tendono ad utilizzare i nomi delle strade e dei campi per capire l'origine del villaggio. Dai toponimi si ritiene che vi si trovassero due insediamenti dell'epoca romana, il primo situato presso la chiesa veniva chiamato Dullage (nome che sopravvisse fino al 1940), mentre il secondo situato nei terreni agricoli veniva chiamato Chessolds (dall'inglese antico "caestel", ovvero "mucchio di pietre").

### L'epoca anglosassone
Frampton Cotterell fu registrato per la prima volta con il nome frantone nel Domesday Book nel 1086. All'inizio dell'XI secolo probabilmente il territorio era un maniero di Winterbourn posseduto da Walter Balistrarius che contava una ventina di piccoli proprietari con le loro famiglie, indicando una popolazione totale di circa 100 persone a cui vanno aggiunti gli schiavi. Venne così costruita la prima chiesa, tre mulini e una miniera di carbone dove ora si trova l'abitato di Coalpit Heath.

### L'era medievale
Dal XIII secolo il villaggio prese il nome attuale. Frampton significa "insediamento sul Frome" mentre Cottarell deriva dalla famiglia Cottell, proprietaria del territorio. Il borgo medievale, circondato dai campi, si sviluppò in lunghezza sulla strada che seguiva il fiume Frome.

### La rivoluzione industriale
Nel corso del XVIII e XIX secolo le frazioni di Brockridge e di Adam's Land si unirono a Frampton Cotterell per formare il villaggio moderno. Da allora il villaggio ha formato un unico agglomerato urbano insieme a Winterbourne, Coalpit Heath e Watley's End. Una notevole rivoluzione industriale partì da una fabbrica di cappelli.

### XX e XXI secolo
Nel corso del XX e del XXI secolo il territorio si è espanso sempre più acquisendo i campi circostanti e sviluppando il proprio agglomerato urbano. Dal 1996 si è concluso un contratto di collaborazione con gli sviluppatori immobiliari Barratt Developments e Taylor Woodrow per costruire un grande complesso residenziale denominato Park Farm, nonostante l'opposizione dei residenti.

## Amministrazione

### Gemellaggi
- Kelbra